# Kit Carson's Wooing
Kit Carson's Wooing è un cortometraggio muto del 1911 diretto da Francis Boggs.

## Produzione
Il film fu prodotto dalla Selig Polyscope Company

## Distribuzione
Distribuito dalla General Film Company, il film - un cortometraggio in una bobina - uscì nelle sale cinematografiche statunitensi l'11 settembre 1911. In Brasile, il film prese il titolo Nos Dias do Ouro.